# Andreas Brandts
Andreas Brandts (Delmenhorst, 9 april 1962) is een voormalig Duitse voetballer die als aanvaller speelde.
Van 2006 tot 2010 trainde hij het tweede team van Borussia Mönchengladbach.

## Clubcarrière
| Seizoen | Club                     | Land      | Competitie         | Duels | Goals |
| ------- | ------------------------ | --------- | ------------------ | ----- | ----- |
| 1981/82 | Borussia Mönchengladbach | Duitsland | Bundesliga         | 0     | 0     |
| 1982/83 | Borussia Mönchengladbach | Duitsland | Bundesliga         | 7     | 3     |
| 1983/84 | FC VVV                   | Nederland | Eerste divisie     | 32    | 11    |
| 1984/85 | Alemannia Aachen         | Duitsland | 2. Bundesliga      | 38    | 11    |
| 1985/86 | Alemannia Aachen         | Duitsland | 2. Bundesliga      | 38    | 14    |
| 1986/87 | Borussia Mönchengladbach | Duitsland | Bundesliga         | 23    | 0     |
| 1987/88 | Borussia Mönchengladbach | Duitsland | Bundesliga         | 3     | 0     |
| 1987/88 | Alemannia Aachen         | Duitsland | 2. Bundesliga      | 16    | 0     |
| 1988/89 | Alemannia Aachen         | Duitsland | 2. Bundesliga      | 36    | 2     |
| 1989/90 | Fortuna Köln             | Duitsland | 2. Bundesliga      | 36    | 8     |
| 1990/91 | Fortuna Köln             | Duitsland | 2. Bundesliga      | 31    | 5     |
| 1991/92 | Fortuna Köln             | Duitsland | 2. Bundesliga Nord | 23    | 3     |
| 1992/93 | Fortuna Köln             | Duitsland | 2. Bundesliga      | 46    | 7     |
| 1993/94 | Fortuna Köln             | Duitsland | 2. Bundesliga      | 35    | 0     |
| 1994/95 | Fortuna Köln             | Duitsland | 2. Bundesliga      | 15    | 3     |
| 1995/96 | Fortuna Köln             | Duitsland | 2. Bundesliga      | 6     | 0     |
| Totaal  | Totaal                   | Totaal    | Totaal             | 385   | 67    |